# I’m Gonna Be Warm This Winter
"I'm Gonna Be Warm This Winter" – singel amerykańskiej piosenkarki Connie Francis z 1962 roku. Singel osiągnął 18 pozycję na liście Billboard Hot 100 i Cash Box Top 100.
Tekst piosenki został napisany przez Marka Barkana i Hanka Huntera, który napisał kilka innych piosenek dla Francis. Singel nagrywany był 13 września 1962 roku w Nowym Jorku z producentem Dannym Davisem.

## Wersja Gabrielli Cilmi
Australijska piosenkarka Gabriella Cilmi nagrała swoją wersję singla Francis, pod skróconym tytułem "Warm This Winter". Remake utworu został nagrany przez brytyjską firmę The Co-operative Food na potrzeby marketingowe - remake był grany w reklamach firmy w sezonie wakacyjnym oraz w sklepach The Co-operative Food. W wersji Cilmi zostały zmienione początkowe słowa z "We met at a ski lodge" na "We met in the winter".
"Warm This Winter" wydano 15 grudnia jako ekskluzywną ścieżkę digital download. Singel osiągnął #22 pozycję na brytyjskiej liście UK Singles Chart. Materiał został zamieszczony na reedycji debiutanckiego albumu artystki "Lessons to Be Learned"

### Notowania
| Lista            | Najwyższa pozycja |
| ---------------- | ----------------- |
| UK Singles Chart | 22                |